# Fíriel
Fíriel es un personaje ficticio que pertenece al legendarium creado por el escritor
británico J. R. R. Tolkien y que aparece en los apéndices de su novela El Señor de los Anillos, así como en Los pueblos de la Tierra Media; y es la protagonista del poema «El último navío», que se incluye en el libro titulado Las aventuras de Tom Bombadil y otros poemas de El Libro Rojo. Es una mujer dúnedain.

## Historia ficticia
Fíriel, hija del rey Ondoher, nació en el año 1896 de la T. E.. Se trata de una dúnedain, cuyo nombre tiene el significado de 'mujer mortal'. Fíriel fue la única hija que sobrevivió a la familia del rey, que pereció junto a sus hijos Artamir y Faramir durante la defensa del reino de Gondor contra los aurigas, los variags y los haradrim. De acuerdo con la ley de Gondor, Fíriel se convirtió en la regente de Gondor.  
Arvedui esposo de Fíriel y rey de Arthedain, aprovechó esta situación para reclamar el trono de Gondor, pues argumentó que él era descendiente directo de Isildur y ella una descendiente directa de Anarion. El Consejo de Gondor, encabezado por el senescal Pelendur no lo aceptó, por lo que los dos reinos de Gondor y Arnor no llegaron a unificarse.
Fíriel permaneció entonces junto a su esposo Arvedui en el reino del norte, en Arthedain, hasta que este resultó destruido por Angmar. Los hijos de Fíriel y Arvedui continuaron considerándose los herederos legítimos de Gondor, corona que finalmente obtuvo Aragorn.